# Comune di Nørre Djurs
Il comune di Nørre Djurs, fino al 1º gennaio 2007 è stato un comune danese situato nella contea di Århus, il comune aveva una popolazione di 7 663 abitanti (2005) e una superficie di 237 km². 
Dal 1º gennaio 2007, con l'entrata in vigore della riforma amministrativa, il comune è stato soppresso e accorpato ai comuni di Grenaa, Rougsø e alla parte orientale del comune di Sønderhald per dare luogo al neo-costituito comune di Norddjurs compreso nella regione dello Jutland Centrale (Midtjylland).